# Hatune Dogan
Hatune Dogan (née le 4 avril 1970 à Midyad, dans le sud-est de la Turquie) est une religieuse de l'Église syriaque orthodoxe d'Antioche, Présidente de l'organisation Helfende Hände für die Armen. Elle vit actuellement au monastère syriaque orthodoxe Saint-Jacques de Saroug à Warburg.

## Biographie
Hatune Dogan a vécu jusqu'à l'âge de 15 ans dans la région de Tur Abdin. Elle a grandi dans le village de Zaz où l'araméen, sa langue maternelle, est encore couramment parlé. Faisant partie de la minorité chrétienne persécutée des syriaques orthodoxes, elle dut fuir son pays avec sa famille pour trouver refuge en Allemagne. Elle entre à 18 ans dans l'Ordre de Saint Ephrem le Syrien. Elle étudie la théologie à l'Université catholique de sciences appliquées de Mayence, et travaille à partir de 1982 dans la paroisse syriaque-orthodoxe de Paderborn. Elle enseigne comme professeur d'allemand et de religion. À partir de 1992, elle participe à l'élaboration d'un dictionnaire bilingue allemand-araméen, publié en 1997.
Sœur Hatune Dogan s'engage alors dans des régions en crise, et travaille de 1991 à 1999 avec des groupes de laïcs, qui formeront la pierre d'angle de la future fondation. Elle œuvre en Inde et en Irak, dans des régions marquées par la pauvreté et la guerre. Elle a apporté un témoignage poignant des violences perpétrées contre les jeunes femmes et les jeunes filles en Irak.

## Fondation Sœur Hatune
La Fondation a son siège à la fois en Allemagne (Warburg, 2011) et en Inde. Elle œuvre aujourd'hui dans une trentaine de pays, comptant environ 5000 bénévoles. Elle s'est engagée au Zimbabwe dans le domaine de la santé (construction de points d'eau potable) et de l'éducation (accueil d'orphelins du sida, construction d'écoles en particulier pour les jeunes filles). En Inde (au Kerala), elle a obtenu une reconnaissance gouvernementale de la part du Ministère du Travail et de l'Emploi. Au Proche-Orient, elle vient actuellement en aide à des réfugiés syriens et irakiens, ainsi qu'à des victimes de persécutions religieuses. 

## Ouvrages
- Avec la collaboration de C. Tomerius, Es geht ums Überleben – Mein Einsatz für die Christen im Irak, Herder, Freiburg i.Br. 2010,  (ISBN 978-3-451-30228-2). (Survivre, Mon engagement pour les chrétiens d'Irak)
- Dogan, Hatune, Wörterbuch Syrisch (Aramäisch) -Deutsch, Deutsch-Syrisch (Aramäisch). 2. (verbesserte, revidierte) Auflage. Warburg, 1998.  (ISBN 3-00-002595-2) (Dictionnaire bilingue allemand-araméen, 2de édition revue et augmentée. 1re édition : Alep, 1997). Avec une préface de Peter Bruns.

## Distinctions
- 2010 :  Ordre du Mérite de la République fédérale d'Allemagne[2]